# Дервиш Мухаммад

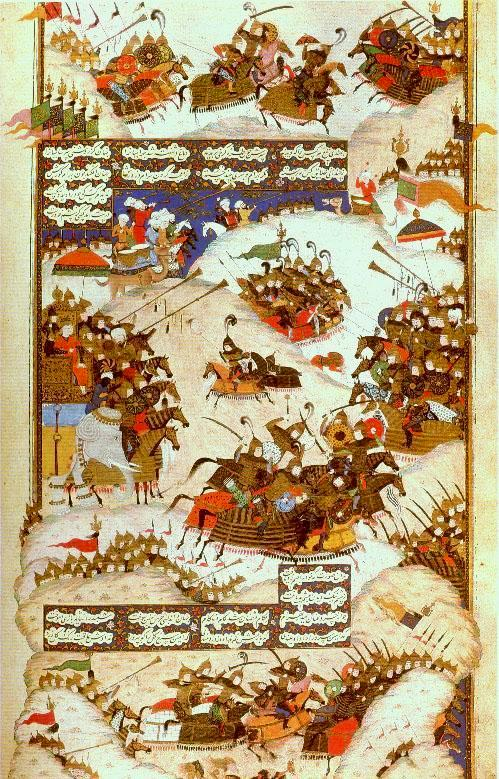
Дервиш Мухаммад. Битва Хосрова и Бахрама Чубина. "Хамсе" Низами. 1480-е гг. Топкапы Сарай, Стамбул.

Дервиш Мухаммад – персидский художник, работавший в последней четверти XV века.
Имя художника фигурирует только в одном, но великолепном манускрипте, «Хамсе» Низами, создание которого больше похоже на эпопею. Этот популярный в Персии сборник поэм был заказан тимуридским принцем Абул Касым Бабуром (правил в 1449-57 годах) известному каллиграфу Азхару, но по причине смерти принца не был закончен. Через год после того, как предводитель тюркского племенного объединения Кара-Коюнлу, Джаханшах, захватил Герат, манускрипт попал к его сыну Пир Будаку. Затем он перешел к правителю другого тюркского объединения, Ак-Коюнлу, Халил Султану, который привлек каллиграфа Абд ал-Рахмана ал-Хорезми для того, чтобы закончить переписку текста, и двух художников, Шейхи и Дервиш Мухаммада, для того, чтобы его проиллюстрировать. В связи со смертью Халил Султана, последовавшей в 1478 году, манускрипт, по-прежнему незаконченный, перешел к его брату Йакубу. Но брат, также как Халил Султан, не дождался окончания работ над ним, и в 1490 году умер. В конце концов, манускрипт попал к основателю династии сефевидов Исмаилу I (правил в 1501-1524 годах), под патронажем которого он, наконец, был завершен.
Дервиш Мухаммад работал при дворе туркменских правителей племенного объединения Ак-Коюнлу, которые захватили Тебриз, и были достаточно неравнодушны к книгам и живописи для того, чтобы поддерживать местную китабхане. До появления этих новых властителей тебризская художественная традиция насчитывала уже много десятилетий своего существования. Дервиш Мухаммад и его напарник Шейхи работали над рукописью «Хамсе» Низами вместе, и стиль их миниатюр отразил вкусы, которые были присущи Йакубу и Халил Султану. Этот пышный стиль в дальнейшем среди ученых получил название «туркменского». Его поклонником был сефевидский шах Исмаил I, при дворе которого он поощрялся в еще большей мере.